# 757
| [ Edytuj tabelę ]          |                                                        |
| Król Asturii               | - 739 Alfons I 757 - 757 Fruela I 768                  |
| Cesarz Bizancjum           | - 741 Konstantyn V Kopronim 775                        |
| Chan Bułgarii              | - 753 Winech 760                                       |
| Cesarz Chin                | - 756 Tang Suzong 762                                  |
| Król Essexu                | - 746 Swithred 758                                     |
| Król Franków               | - 751 Pepin Krótki 768                                 |
| Cesarz Japonii             | - 749 Kōken 758                                        |
| Kalif                      | - 754 Al-Mansur 775                                    |
| Patriarcha Konstantynopola | - 754 Konstantyn II 766                                |
| Król Longobardów           | - 756 Rachis 757 - 757 Dezyderiusz 774                 |
| Król Mercji                | - 716 Aethelbald 757 - 757 Beornred 757 - 757 Offa 796 |
| Król Nortumbrii            | - 737 Eadbert 758                                      |
| Papież                     | - 752 Stefan II (III) 757 - 757 Paweł I 767            |
| Doża Wenecji               | - 756 Domenico Monegario 764                           |
| Król Wessexu               | - 756 Sigeberht 757 - 757 Cynewulf 786                 |

Rok 757 / DCCLVII
stulecia: VII wiek ~
VIII wiek ~
IX wiek

lata: 747 «
752 «
753 «
754 «
755 «
756 «
757
» 758
» 759
» 760
» 761
» 762
» 767

## Wydarzenia
- 9 marca – wielkie trzęsienie ziemi nawiedziło Palestynę i Syrię.
- 29 maja – Paweł I został papieżem.
- 20 lipca – za panowania Karolingów z dynastii frankijskiej do ustawodawstwa wprowadzono prawo, że trąd jednego z małżonków jest wystarczającym powodem do udzielenia rozwodu.
- Początek rządów króla Offy w Mercji.

## Zmarli
- 26 kwietnia - Stefan II (III), papież